# Drážky
Drážky jsou malá vesnice, základní sídelní jednotka obce Kakejcov v okrese Rokycany v Plzeňském kraji. Nachází se asi 0,5 km na severovýchod od Kakejcova. Prochází zde silnice II/117. Je zde evidováno 12 adres. V roce 2011 zde trvale žilo 19 obyvatel.
Drážky leží v katastrálním území Kakejcov o výměře 1,86 km2.

## Obyvatelstvo
| Rok            | 1869 | 1880 | 1890 | 1900 | 1910 | 1921 | 1930 | 1950 | 1961 | 1970 | 1980 | 1991 | 2001 | 2011 | 2021 |
| -------------- | ---- | ---- | ---- | ---- | ---- | ---- | ---- | ---- | ---- | ---- | ---- | ---- | ---- | ---- | ---- |
| Počet obyvatel | 0    | 0    | 0    | 0    | 0    | 0    | 0    | 0    | 0    | 37   | 34   | 26   | 21   | 19   | 21   |
| Počet domů     | 0    | 0    | 0    | 0    | 0    | 0    | 0    | 0    | 0    | 11   | 11   | 9    | 9    | 10   | 11   |

## Obecní správa
Při sčítání lidu od 1. ledna 1992 do 24. listopadu 2015 byly částí obce Kakejcov. Evidenční část obce byly zrušeny 25. listopadu 2015.

## Galerie

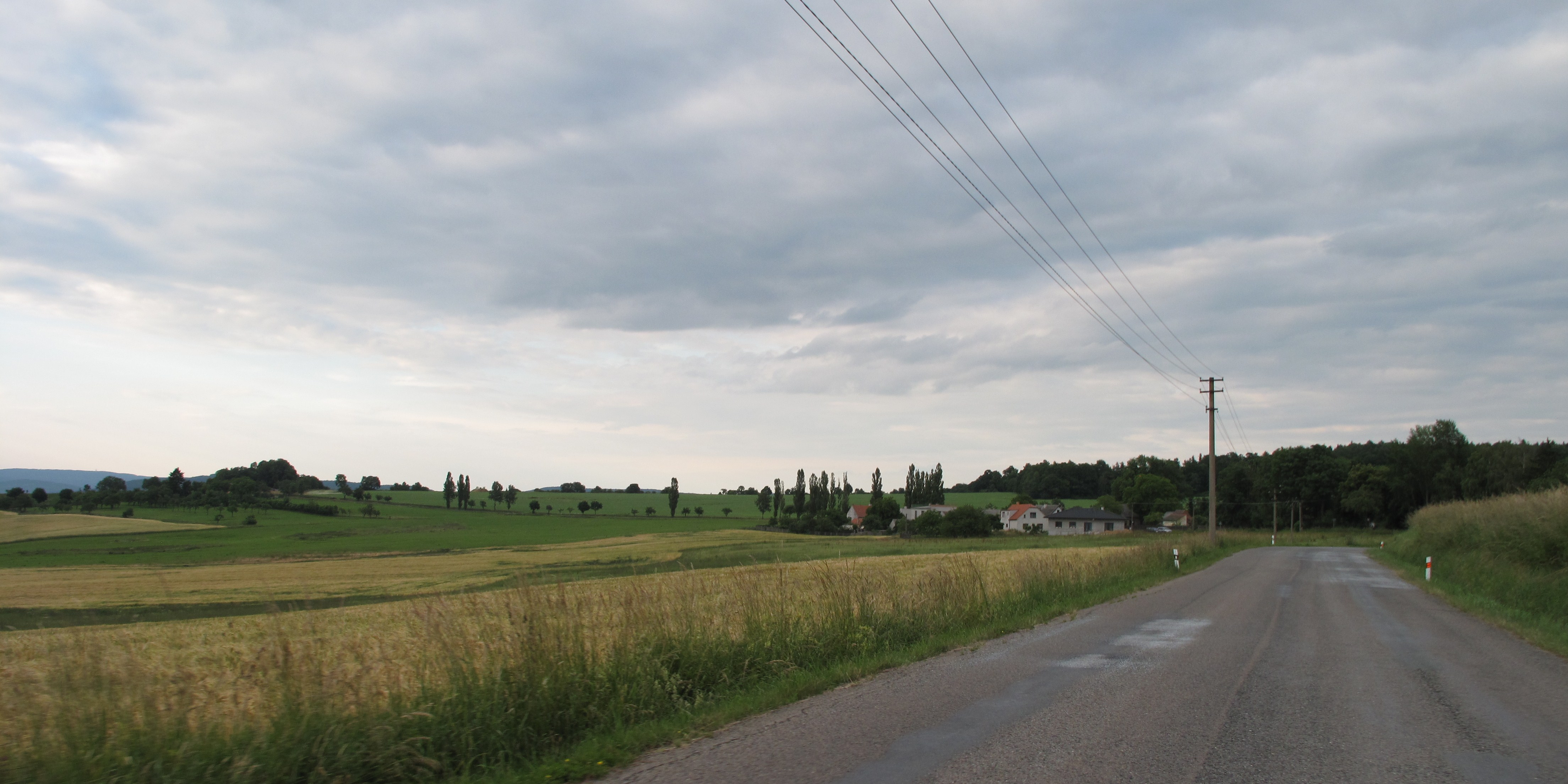
Pohled na ves
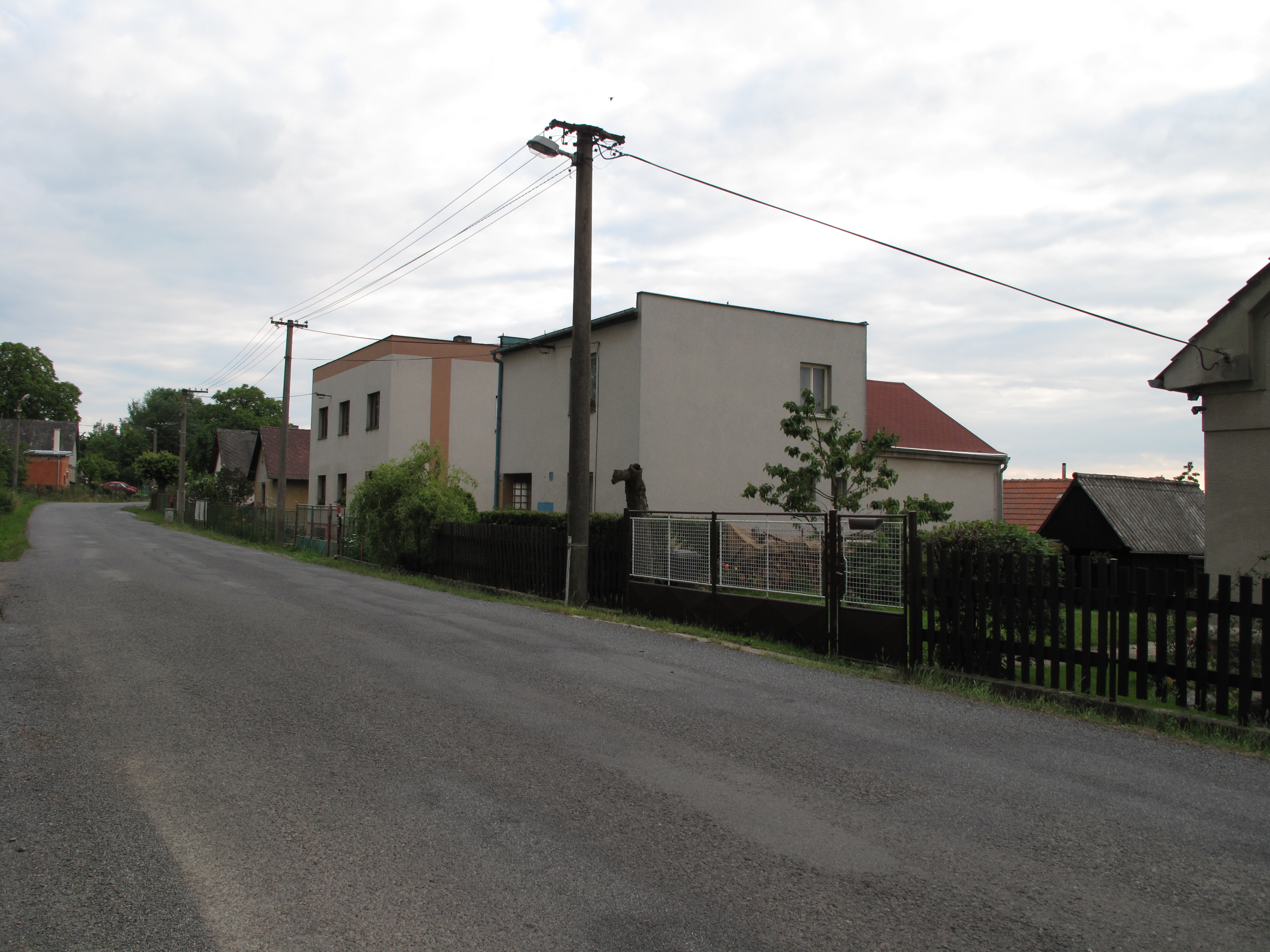
Domy